# American Music Awards de 1988
A 15.ª edição anual do American Music Awards foi realizada em 25 de janeiro de 1988, no Shrine Auditorium, em Los Angeles, Califórnia, nos Estados Unidos, em reconhecimento aos artistas, singles e álbuns mais populares de 1987.
A cerimônia foi apresentada pelas cantoras estadunidenses Barbara Mandrell e Whitney Houston; pelos membros do grupo britânico Bee Gees (Barry Gibb, Maurice Gibb e Robin Gibb); pelo músico britânico Mick Fleetwood; e pelo cantor estadunidense Smokey Robinson.
O cantor estadunidense de música country Randy Travis foi o artista mais indicado e mais premiado da noite, levando para casa todos os quatro prêmios a que fora indicado.

## Apresentações
| Artista(s)                                 | Canção | Apresentado por    |
| ------------------------------------------ | --- | ------------------ |
| Gloria Estefan Miami Sound Machine         | "Rhythm Is Gonna Get You" "Surrender" "Conga" | Barbara Mandrell   |
| Whitney Houston                            | "Where Do Broken Hearts Go" | Barbara Mandrell   |
| Bee Gees                                   | "You Win Again" | Mick Fleetwood     |
| Eric Carmen Bill Medley Jennifer Warnes    | Medley de Dirty Dancing: "Hungry Eyes" (Eric Carmen) "(I've Had) The Time of My Life" (Bill Medley e Jennifer Warnes) "Johnny's Mambo" (instrumental) "Do You Love Me" (instrumental) "(I've Had) The Time of My Life" (Bill Medley e Jennifer Warnes) | Whitney Houston    |
| Lisa Lisa & Cult Jam                       | "Head to Toe" | Mick Fleetwood     |
| LL Cool J                                  | "I'm Bad" | Mick Fleetwood     |
| Smokey Robinson                            | "Love Don't Give No Reason" | Barbara Mandrell   |
| Barbara Mandrell                           | "Sure Feels Good Being with You" | Smokey Robinson    |
| Whitney Houston Cissy Houston Gary Houston | "Wonderful Counselor" | Whitney Houston    |
| Icehouse                                   | "Electric Blue" | Olivia Newton-John |
| Randy Travis                               | "Forever and Ever, Amen" | Barbara Mandrell   |
| Todos os artistas                          | "Surfin' U.S.A." | Glen Campbell      |

Notas
1. ↑  Mãe de Whitney Houston.
2. ↑  Meio-irmão de Whitney Houston.
3. 1 2  Via satélite, de Sydney, na Austrália.

## Vencedores e indicados
Os vencedores aparecem primeiro e destacados em negrito.
| Cantor de Pop/Rock Favorito (apresentado por Billy Vera e The Pointer Sisters)                                               | Cantora de Pop/Rock Favorita (apresentado por Bon Jovi)                                                                                 |
| --- | --- |
| - Paul Simon - Michael Jackson - George Michael                                                                              | - Whitney Houston - Janet Jackson - Madonna                                                                                             |
| Grupo de Pop/Rock Favorito (apresentado por Cher)                                                                            | Álbum de Pop/Rock Favorito (apresentado por Terence Trent D'Arby e The Bangles)                                                         |
| - Bon Jovi - Lisa Lisa & Cult Jam - U2                                                                                       | - Paul Simon – Graceland - U2 – The Joshua Tree - Bon Jovi – Slippery When Wet - Whitesnake – Whitesnake                                |
| Single de Pop/Rock Favorito (apresentado por Herbie Hancock e Natalie Cole)                                                  | Vídeo de Pop/Rock e Soul/R&B Favorito (apresentado por Herb Alpert e Mary Wilson)                                                       |
| - Whitney Houston – "I Wanna Dance with Somebody (Who Loves Me)" - Bon Jovi – "Livin' on a Prayer" - Bob Seger – "Shakedown" | - Janet Jackson – "When I Think of You" - Robert Palmer – "I Didn't Mean to Turn You On" - Peter Gabriel – "Sledgehammer"               |
| Cantor de Soul/R&B Favorito (apresentado por Laura Branigan e Dwight Yoakam)                                                 | Cantora de Soul/R&B Favorita (apresentado por The Judds e Lou Rawls)                                                                    |
| - Luther Vandross - LL Cool J - Smokey Robinson                                                                              | - Anita Baker - Whitney Houston - Janet Jackson                                                                                         |
| Grupo de Soul/R&B Favorito (apresentado por Ashford & Simpson e George Strait)                                               | Álbum de Soul/R&B Favorito (apresentado por Jody Watley e Patrick Swayze)                                                               |
| - Cameo - Club Nouveau - Lisa Lisa & Cult Jam                                                                                | - Anita Baker – Rapture - LL Cool J – Bigger & Deffer - Luther Vandross – Give Me the Reason                                            |
| Single de Soul/R&B Favorito (apresentado por The Statler Brothers e Charley Pride)                                           | Vídeo de Country Favorito (apresentado por Kenny G e Exposé)                                                                            |
| - Michael Jackson – "Bad" - LeVert – "Casanova" - Jody Watley – "Looking for a New Love"                                     | - Randy Travis – "Forever and Ever, Amen" - Hank Williams, Jr. – "My Name Is Bocephus" - Reba McEntire – "What Am I Gonna Do About You" |
| Cantor de Country Favorito (apresentado por Restless Heart e Juice Newton)                                                   | Cantora de Country Favorita (apresentado por Alabama)                                                                                   |
| - Randy Travis - George Strait - Hank Williams, Jr.                                                                          | - Reba McEntire - Rosanne Cash - Tanya Tucker                                                                                           |
| Grupo de Country Favorito (apresentado por The Jets)                                                                         | Álbum de Country Favorito (apresentado por Janie Fricke e Stephen Stills)                                                               |
| - Alabama - The Judds - Restless Heart                                                                                       | - Randy Travis – Always & Forever - The Judds – Heartland - George Strait – Ocean Front Property                                        |
| Single de Country Favorito (apresentado por LeVert e Mickey Gilley)                                                          | Prêmio de Mérito (apresentado por Glen Campbell e David Lee Roth)                                                                       |
| - Randy Travis – "Forever and Ever, Amen" - Hank Williams, Jr. – "Born to Boogie" - George Strait – "Ocean Front Property"   | The Beach Boys |